# حشره‌خوار دم‌دراز سوماترا
 حشره‌خوار دم‌دراز سوماترا (نام علمی: Crocidura paradoxura) نام یک گونه از سرده حشره‌خوارهای دندان‌سفید است.